# Bernardita Vattier
Bernardita Vattier Fuenzalida (Valparaíso, 14 de septiembre de 1944) es una artista visual, pintora y grabadora chilena adscrita al arte contemporáneo, y que ha incursionado en el arte conceptual y el media art.

## Vida y obra
Estudió de arquitectura de interiores en la Fundación Armando Álvares de São Paulo y Diseño Teatral en la Escuela de Artes Visuales de Río de Janeiro. Fue parte del grupo de artistas invitados al Taller 99 de Nemesio Antúnez.
En su obra se aprecia un «diálogo entre la ciudad y la calidad de vida de sus habitantes, abarcando incluso la mala solución arquitectónica, han sido ideas de reflexión permanentes»; por lo que las ciudades latinoamericanas es un tema recurrente. Bernardita busca con su trabajo una «comunicación eficiente con el espectador apelando a la toma de conciencia de la condición del hombre actual. Destacan sus heliografías que ha realizado sobre poliéster intervenido con spray y óleo. A ellas añade textos con ideas irónicas, efectos de explosión por medio de manchas y superficies gastadas». Ha utilizado diversas técnicas en sus creaciones, entre las que se encuentran la escultura, la gráfica, la pintura, las instalaciones y el vídeo.
Exposiciones y distinciones
Ha participado en varias exposiciones individuales y colectivas durante su carrera, entre ellas en la XI y XII Anual de Artes Plásticas en el Museo de Arte de São Paulo (1975 y 1976 respectivamente), la VII y VIII Bienal Internacional de Arte de Valparaíso (1985 y 1987 respectivamente), la VII Bienal de San Juan del Grabado Latinoamericano y del Caribe en Puerto Rico (1988), la XX Bienal Internacional de São Paulo (1989), la IV Bienal Internacional de Arte de Beijing (2010), las muestras Exposición Itinerante Antaño y Hogaño-Dos versiones en el Mito Americano (1991) en el Museo de Arte Moderno de São Paulo,  Hekatombe (1994), El Día Antes, Hekatombe, El Empeño Latinoamericano (1998), Africus-Bienal de Johannesburg (1995) y Internacional de Gráfica Faber Castell (1995) en el Museo de Arte Contemporáneo de Santiago, Fósiles al Acecho (1997) en el Museo de Arte Contemporáneo de São Paulo, En Torno al Cuadro (2000) en el Museo de Arte Contemporáneo de Valdivia, Arte Joven Ahora, Exposición itinerante por Chile y España (1988), Museo Abierto (1990), La Mujer en el Arte (1991), Idéntica identidad (2002), Mirada Observada (2006), 50 Años Taller 99 (2006) y Bernardita Vattier Alameda Ahumada (2009) en el Museo Nacional de Bellas Artes de Chile, entre otras exposiciones en Chile, América Latina, Estados Unidos y Europa.